# Nicolás de la Cruz
Diego Nicolás de la Cruz Arcosa (Montevidéu, 1 de junho de 1997) é um futebolista uruguaio que atua como meio-campista. Atualmente, defende o Flamengo e a Seleção Uruguaia.

## Carreira

### Liverpool  Montevidéu
De la Cruz foi formado pelo clube uruguaio homônimo de Liverpool. Em 13 de setembro de 2015, em uma partida contra El Tanque Sisley, ele fez sua estreia na Primeira Divisão uruguaia. Em 15 de maio de 2016, em uma partida contra o Rentistas, Nicolas marcou seu primeiro gol pelo Liverpool.[carece de fontes?]

### River Plate
Em 15 de agosto de 2017, De la Cruz foi contratado pelo River Plate, que pagou uma taxa de transferência de US$ 3,5 milhões por 25% dos direitos de transferência, ele assinou um contrato de quatro anos.

#### 2018
Em 2018 teve mais algumas oportunidades mas seu desempenho esteve longe do ideal, ainda ficou no clube para lutar por seu espaço.

#### 2019
Em 3 de maio de 2019, De la Cruz anotou um hat-trick no jogo em que o River Plate atropelou o Aldosivi por 6 a 0 nesta sexta-feira e avançou às quartas de final da Copa da Superliga Argentina.
Em 2019, após a saída de Pity e com uma lesão grave em Juanfer, ele começou a somar minutos e confiança e começou a emocionar o torcedor com seus dribles e rebatidas.

#### 2020
Já consagrado como titular em 2020, teve um início de ano muito bom.

#### 2021
Em 2021, sua verdadeira explosão veio, quando assumiu metade do campo e se tornou um jogador versátil, capaz de jogar como duplo cinco, dentro ou também mais tarde. Sempre na vertical, dono de um drible cuidadoso e de um chute espetacular, Nicolás De La Cruz conquistou suas primeiras convocações para a Seleção Uruguaia vindo de Tabárez e de fato disputou a Copa América.

#### 2023
De la Cruz encerrou a temporada 2023, com 37 jogos, marcando sete gols e distribuindo três assistências.
De la Cruz deixou o River depois de sete anos com status de ídolo e com números expressivos, tendo conquistado 12 títulos, disputado 214 partidas, marcado 36 gols e ainda tendo distribuído 40 assistência.
Em 28 de dezembro, Nicolás de la Cruz foi um dos quatro indicados ao prêmio Rei da América, concedido pelo jornal uruguaio El País. Os outros indicados foram Jhon Arias, Germán Cano e Luís Suárez.

### Flamengo
Em 24 de dezembro de 2023, foi anunciado como novo reforço do Flamengo, por Marcos Braz, que pagou à vista sua multa rescisória de 16 milhões de dólares, em uma negociação que durou o segundo semestre inteiro. Herdou a camisa 18 no clube, a mesma que usou quando começou sua carreira profissional em 2015, com 18 anos. De La Cruz fez sua estreia pelo Flamengo no dia 21 de janeiro de 2024, contra o Philadelphia Union. Marcou seu primeiro gol com a camisa rubro-negra no dia 14 de abril, numa vitória por 2–1 contra o Atlético Goianiense, em partida do Campeonato Brasileiro.
De la Cruz se adaptou rapidamente ao Flamengo e se tornou titular absoluto devido às suas principais características: ágil, participativo no combate e boa recomposição. Ele foi um dos destaques do time no primeiro semestre e protagonizou boas atuações, sendo o motorzinho do técnico Tite. A regularidade, no entanto, caiu no segundo semestre, principalmente pelos problemas físicos. De la Cruz foi para o DM três vezes a partir de julho: trauma no joelho direito e lesão no músculo posterior da coxa direita (2x). E são justamente essas contusões que atrapalharam a sequência de De la Cruz no clube. Ele esteve presente em 41 dos 73 jogos da temporada – foi titular em 37 oportunidades e atuou por 3.134 minutos ao todo. Destes 37, foi substituído em 28, ou seja, atuou por 90 minutos em apenas nove partidas na temporada. Ele ainda ficou fora das finais da Copa do Brasil.

## Seleção Uruguaia

### Sub-20
Em 12 de dezembro de 2016, foi convocado por Fabián Coito para treinar no complexo AUF, juntamente com outros 27 jogadores. Foi confirmado na lista final em 29 de dezembro, para jogar o Sul-Americano Sub-20. No empate em 0–0 contra a Venezuela, pela primeira rodada do Sul-Americano, De la Cruz perdeu um pênalti.

## Títulos
Liverpool
- Segunda División: 2014-15

River Plate
- Copa da Argentina: 2017, 2019
- Supercopa da Argentina: 2017, 2019
- Copa Libertadores da América: 2018
- Recopa Sul-Americana: 2019
- Campeonato Argentino: 2021, 2023

Flamengo
- Copa do Brasil: 2024
- Campeonato Carioca: 2024, 2025
- Supercopa Rei: 2025

### Prêmios Individuais
- Equipe Ideal da América (El País): 2023[19]
- Seleção do Campeonato Carioca: 2024[20]
- Melhor Jogador do Mês do Campeonato Brasileiro: Maio de 2024[21]

## Estatísticas
Atualizadas até 2 de junho de 2024[carece de fontes?]

### Clubes
| Equipe            | Temporada         | Campeonato nacional | Campeonato nacional | Campeonato nacional | Copa nacional[a] | Copa nacional[a] | Copa nacional[a] | Competições continentais[b] | Competições continentais[b] | Competições continentais[b] | Outros torneios[c] | Outros torneios[c] | Outros torneios[c] | Total | Total | Total   |
| Equipe            | Temporada         | Jogos               | Gols                | Assist.             | Jogos            | Gols             | Assist.          | Jogos                       | Gols                        | Assist.                     | Jogos              | Gols               | Assist.            | Jogos | Gols  | Assist. |
| ----------------- | ----------------- | ------------------- | ------------------- | ------------------- | ---------------- | ---------------- | ---------------- | --------------------------- | --------------------------- | --------------------------- | ------------------ | ------------------ | ------------------ | ----- | ----- | ------- |
| Liverpool         | 2015–16           | 17                  | 1                   | 1                   | –                | –                | –                | –                           | –                           | –                           | –                  | –                  | –                  | 17    | 1     | 1       |
| Liverpool         | 2016              | 11                  | 4                   | 2                   | –                | –                | –                | –                           | –                           | –                           | –                  | –                  | –                  | 11    | 4     | 2       |
| Liverpool         | 2017              | 7                   | 3                   | 0                   | –                | –                | –                | 1                           | 0                           | 0                           | –                  | –                  | –                  | 8     | 3     | 0       |
| Liverpool         | Total             | 35                  | 8                   | 3                   | –                | –                | –                | 1                           | 0                           | 0                           | –                  | –                  | –                  | 36    | 8     | 3       |
| River Plate       | 2017–18           | 14                  | 0                   | 4                   | 4                | 0                | 1                | 3                           | 0                           | 1                           | –                  | –                  | –                  | 21    | 0     | 6       |
| River Plate       | 2018–19           | 17                  | 1                   | 2                   | 7                | 3                | 2                | 10                          | 2                           | 5                           | –                  | –                  | –                  | 34    | 6     | 9       |
| River Plate       | 2019–20           | 17                  | 4                   | 6                   | 5                | 0                | 0                | 12                          | 2                           | 1                           | –                  | –                  | –                  | 34    | 6     | 7       |
| River Plate       | 2020              | –                   | –                   | –                   | 7                | 3                | 1                | 6                           | 2                           | 1                           | –                  | –                  | –                  | 13    | 5     | 2       |
| River Plate       | 2021              | 11                  | 4                   | 1                   | 14               | 2                | 4                | 7                           | 0                           | 0                           | –                  | –                  | –                  | 32    | 6     | 5       |
| River Plate       | 2022              | 21                  | 3                   | 5                   | 14               | 1                | 3                | 7                           | 2                           | 0                           | –                  | –                  | –                  | 42    | 6     | 8       |
| River Plate       | 2023              | 17                  | 4                   | 0                   | 14               | 2                | 0                | 7                           | 1                           | 3                           | –                  | –                  | –                  | 38    | 7     | 3       |
| River Plate       | Total             | 97                  | 16                  | 18                  | 65               | 11               | 11               | 52                          | 9                           | 11                          | –                  | –                  | –                  | 214   | 36    | 40      |
| Flamengo          | 2024              | 7                   | 2                   | 2                   | 2                | 0                | 0                | 5                           | 0                           | 0                           | 11                 | 0                  | 1                  | 25    | 2     | 3       |
| Flamengo          | Total             | 7                   | 2                   | 2                   | 2                | 0                | 0                | 5                           | 0                           | 0                           | 11                 | 0                  | 1                  | 25    | 2     | 3       |
| Total na carreira | Total na carreira | 139                 | 25                  | 23                  | 67               | 11               | 11               | 58                          | 9                           | 11                          | 11                 | 0                  | 1                  | 275   | 46    | 46      |

- a. ^ Jogos da Copa da Argentina, Copa da Superliga Argentina, Copa da Liga da Argentina, Supercopa Argentina, Trofeo de Campeones e Copa do Brasil
- b. ^ Jogos da  Copa Libertadores, Copa Sul-Americana, Recopa Sul-Americana e Mundial de Clubes da FIFA
- c. ^ Jogos do Campeonato Carioca

### Seleção Uruguaia
Sub-17
| Ano   |       |      |         |
| Ano   | Jogos | Gols | Assist. |
| ----- | ----- | ---- | ------- |
| 2012  | 4     | 1    | 0       |
| Total | 4     | 1    | 0       |

Sub-18
| Ano   |       |      |         |
| Ano   | Jogos | Gols | Assist. |
| ----- | ----- | ---- | ------- |
| 2015  | 6     | 0    | 0       |
| Total | 6     | 0    | 0       |

Sub-20
| Ano   |       |      |         |
| Ano   | Jogos | Gols | Assist. |
| ----- | ----- | ---- | ------- |
| 2016  | 6     | 0    | 2       |
| 2017  | 2     | 1    | 0       |
| Total | 8     | 1    | 2       |

Seleção Uruguaia (total)
| Ano   |       |      |         |
| Ano   | Jogos | Gols | Assist. |
| ----- | ----- | ---- | ------- |
| 2012  | 4     | 1    | 0       |
| 2015  | 6     | 0    | 0       |
| 2016  | 6     | 0    | 2       |
| 2017  | 2     | 1    | 0       |
| Total | 18    | 2    | 2       |

 
|}
Expanda a caixa de informações para conferir todos os jogos deste jogador, pela sua seleção nacional.
Sub-17
|    | Data                   | Local                              | Resultado | Adversário | Gol(s) | Competição |
| -- | ---------------------- | ---------------------------------- | --------- | ---------- | ------ | ---------- |
| 1. | 26 de julho de 2012    | Jardines del Hipódromo, Montevidéu | 1–1       | Peru       | 0      | Amistoso   |
| 2. | 20 de setembro de 2012 | Lima                               | 3–1       | Costa Rica | 0      | Amistoso   |
| 3. | 22 de setembro de 2012 | Lima                               | 3–2       | Peru       | 1      | Amistoso   |
| 4. | 18 de outubro de 2012  | Parque Liebig´s, Fray Bentos       | 2–1       | Chile      | 0      | Amistoso   |

Sub-18
|    | Data                  | Local                             | Resultado | Adversário     | Gol(s) | Competição                 |
| -- | --------------------- | --------------------------------- | --------- | -------------- | ------ | -------------------------- |
| 1. | 29 de abril de 2015   | Suwon World Cup Stadium, Suwon    | 0–1       | Coreia do Sul  | 0      | Suwon JS Cup Sub-18        |
| 2. | 1 de maio de 2015     | Suwon World Cup Stadium, Suwon    | 2–1       | França         | 0      | Suwon JS Cup Sub-18        |
| 3. | 3 de maio de 2015     | Suwon World Cup Stadium, Suwon    | 0–2       | Bélgica        | 0      | Suwon JS Cup Sub-18        |
| 4. | 11 de julho de 2015   | StubHub Center, Carson            | 2–1       | Estados Unidos | 0      | Quadrangular internacional |
| 5. | 13 de julho de 2015   | StubHub Center, Carson            | 1–1       | Tijuana        | 0      | Quadrangular internacional |
| 6. | 15 de julho de 2015   | StubHub Center, Carson            | 1–0       | Tchéquia       | 0      | Quadrangular internacional |
| 7. | 12 de outubro de 2015 | Estádio Luis Franzini, Montevidéu | 2–1       | Rússia         | 0      | Amistoso                   |

Sub-20
|    | Data                | Local                                                | Resultado | Adversário | Gol(s) | Competição |
| -- | ------------------- | ---------------------------------------------------- | --------- | ---------- | ------ | ---------- |
| 1. | 31 de maio de 2016  | Estádio Parque Capurro, Montevidéu                   | 3–0       | Chile      | 0      | Amistoso   |
| 2. | 14 de junho de 2016 | Estádio Casto Martínez de San José, San José de Mayo | 2–1       | Peru       | 0      | Amistoso   |